# Islamia bendidis
Islamia bendidis е вид коремоного от семейство Hydrobiidae. Видът е критично застрашен от изчезване.